# Habanita
Habanita è un profumo femminile creato nel 1921 dalla casa Molinard di Grasse. È considerato uno dei profumi che hanno rivoluzionato l'industria della profumeria moderna, ed è sicuramente il prodotto più celebre della maison Molinard.

## Il profumo
Creato appositamente da un farmacista di Grasse per ridurre il fastidioso odore delle sigarette, Habanita non fu messo in commercio sino al 1924. Si tratta di un profumo piuttosto inusuale e riconoscibile, classificato F1 (Ambrata Floreale Legnosa). Habanita fu lanciato con lo slogan Le Parfum pour cigarettes, che successivamente divenne il Profumo più tenace del mondo.
Nel corso degli anni, Habanita è stato commercializzato in vari flaconi differenti. I più famosi sono sicuramente Beauty di René Lalique, che realizzò una bottiglia di cristallo nero con un fregio di cariatidi e Diamond, realizzata da Cristalleries de Baccarat nel 1934. Il flacone di Habanita doveva necessariamente essere di colore scuro, dato che alcuni dei componenti che costituiscono la fragranza, come il gelsomino e la vaniglia, sono sensibili alla luce.
Nel 1988 il profumo fu riorchestrato da Roure e rilanciato sul mercato. Nuovamente nel 2005 Habanita (nella nuova versione del 1988) è stato oggetto di un nuovo rilancio da parte di Molinard.